# 因德克斯峰
因德克斯峰（英語：Index Peak），是南極洲的山峰，位於葛拉漢地西部，處於加西亞角東南面12公里，海拔高度超過1,220米，根據英國研究隊拍攝的照片繪入地圖，現時由南極條約體系管理。